# Елса Џин
Сафајер Никол Хауел (енгл. Sapphire Nicole Howell; 1. септембар 1996), познатија као Елса Џин (енгл. Elsa Jean), америчка је порнографска глумица.

## Биографија
Рођена је 1. септембра 1996. године у Кантону. Средњу школу је завршила са 16 година, а касније се спремала за Универзитет Џорџ Мејсон у Вирџинији. Одустала је од припреме за универзитет и кренула да се бави стриптизом, а потом је 2015. године ушла у порно индустрију.
Уметничко име је преузела од главног лика из серијала Залеђено краљевство, Елсе.